# ATP Saint-Vincent 1989
L'ATP Saint-Vincent 1989 è stato un torneo di tennis giocato sulla terra rossa. È stata la 4ª edizione dell'ATP Saint-Vincent che fa parte del Nabisco Grand Prix 1989. Si è giocato a Saint-Vincent in Italia dal 14 al 20 agosto 1989.

## Campioni

### Singolare
Franco Davín ha battuto in finale  Juan Aguilera con il punteggio di 6–2, 6–2

### Doppio
Josef Čihák /  Cyril Suk hanno battuto in finale  Massimo Cierro /  Alessandro De Minicis con il punteggio di 6–4, 6–2